# 亞歷克斯鎮區 (北達科他州麥肯齊縣)
亞歷克斯鎮區（英語：Alex Township）是位於美國北達科他州麥肯齊縣的一個鎮區。

## 地方資料
亞歷克斯鎮區的面積為89.33平方千米，當中陸地面積為89.23平方千米，而水域面積為0.09平方千米。根據2020年美國人口普查的數據，當地共有人口278人，而人口密度為每平方千米3.11人。